# Kap Brewster
Kap Brewster är en udde i Grönland (Kungariket Danmark).   Den ligger i kommunen Sermersooq, i den östra delen av Grönland, 1 400 km öster om huvudstaden Nuuk.
Terrängen inåt land är lite kuperad. Havet är nära Kap Brewster åt nordost.  Det finns inga samhällen i närheten.